# Huang Hong Sheng
Alien Huang, también conocido como Huang Hung-Sheng y  como Xiao Gui (小鬼), (chino: 黃鴻升; 28 de noviembre de 1983-Taipéi, 16 de septiembre de 2020) fue un cantante, actor, empresario y presentador de televisión taiwanés.

## Biografía
Fue miembro (2002) de la banda ya disuelta, TV Asashi HC3, y de la banda también disuelta, Zi Wan/Cosmo (丸子). Como actor ha particpado en películas como Din Tao: Leader of the Parade y Acting out of Love, entre otras.
Como empresario fue el dueño de A.E.S. (Alien Evolución Studio), una tienda de prendas de vestir que inauguró en 2008 en Taipéi, de cuya línea de moda era el diseñador.
Participó de forma habitual en el programa de variedades emitido por la cadena de televisión GTV, 100% Entertainment (娛樂百分百), del que fue presentador junto al también cantante taiwanés Show Luo. Abandonó la televisió en 2016 para retomar la trayectoria musical como solista.
Fue hallado sin vida en su domicilio en Beitou, un distrito de Taipéi, el 16 de septiembre de 2020. Las circunstancias del fallecimiento así como la causa del mismo están siendo investigadas por la policía.

## Discografía

### Álbumes (solista)
- 2009 Alien Huang 1st Mini-Album 不屑
- 2016 Alien 专辑

### Álbumes (con la banda)
- 2002 HC3 《我們是朋友》 Sencillo.
- 2003 Cosmo 《關東煮》

### Single
- 2008 Fooling Around 鬼混 (Cuenta con dos libretos de ilustraciones 鬼怒穿)

### Banda sonora
- 2004 Love Contract OST (Shining-丸子）
- 2004 Lover of Herb OST (Perfect的完結-丸子）
- 2004 Holiday Dreaming OST (上流速力霸-丸子、來去夏威夷-丸子）

## Drama
- 2002 《半成年主張之搞個自由式》
- 2005 KO One 終極一班 (Cai Yi Ling 蔡一零 - como artista invitado)
- 2005 Detective Story A.S.T. 偵探物語 (como artista invitado)
- 2006 Tokyo Juliet 東方茱麗葉 (Lu Yi Mi 陸一彌)
- 2006 The Kid from Heaven 天堂來的孩子 (Zhong Da Gui 鍾大規)
- 2006 《喂！水開沒-泡麵超人》
- 2007 Corner With Love 轉角*遇到愛 (Ah Yi 阿義)
- 2007 Summer X Summer 熱情仲夏 (Chen Lang Zhu 陳朗竹)
- 2008 Mysterious Incredible Terminator 霹靂MIT ("747" Huang Hui Hong 黃輝宏)
- 2009 《家書-我在1949，等你》 (Li Wen Xiong 李文雄) in produzione

## Películas
- 2003 輔導金國片《狂放》
- 2004 Holiday Dreaming 夢遊夏威夷 (Xiao Gui 小鬼)
- 2006 A Flight to Yesterday 飛往昨天的CI006 (Li Zheng Fei 李正非)
- 2009 Black Tide 黑潮 (Xiao Gui 小鬼)
- 2011 Already Famous
- 2012 Din Tao: Leader of the Parade

## Programas de televisión
- 2006 100% Entertainment 娛樂百分百 GTV (en onda aún)
- 2008 Xiao Gui at Home 小鬼當家 GTV
- 2009 The Winner is 得獎的事 TVBS-G (en onda aún)

## Libros
- 2007 《搞什麼鬼?!》
- 2008 《鬼怒穿》 (se incluye el primer sencillo de Alien, 鬼混)

## Vídeos musicales
- 2002 Stefanie Sun - Love Starts from Zero 愛從零開始
- 2003 Faith Yang - Tomorrow 明天
- 2003 Jeffrey Kung (孔令奇) - Came to See You 來看你
- 2006 Sam Lee - Lately 最近
- 2007 Alien Huang e Genie Zhuo - The Melody of Love 愛的主旋律